# Текпетей, Бернард
Берна́рд Текпете́й (англ. Bernard Tekpetey; 3 сентября 1997, Аккра, Гана) — ганский футболист, вингер болгарского клуба «Лудогорец».

## Клубная карьера
Текпетей — воспитанник немецкого «Шальке 04». 24 ноября 2016 года в матче Лиги Европы против французской «Ниццы» он дебютировал за клуб. 17 декабря в поединке против «Фрайбурга» Бернард дебютировал в Бундеслиге.
Летом 2017 года Текпетей на правах аренды перешёл в австрийский «Альтах». 27 августа в матче против «Маттерсбурга» он дебютировал в австрийской Бундеслиге. 16 сентября в поединке против венского «Рапида» Бернард забил свой первый гол за «Альтах». 1 января 2018 года он вернулся в расположение «Шальке» после расторжения арендного соглашения с «Альтахом».
25 июля 2018 года Текпетей перешёл в «Падерборн 07», подписав контракт на три года.

## Международная карьера
В 2017 году Текпетей поехал на Кубок Африки в Габон. На турнире он сыграл в матчах против команд сборной Буркина-Фасо и Египта.